# 原邦生
原 邦生（はら くにお、1935年12月12日 - ）は、日本の実業家。
チョコレートなどの洋菓子メーカーとして知られるメリーチョコレートカムパニーの2代目社長を務めた。早くから情報技術への投資を進め、また導入した情報管理システムの改良などにより、同社の業績拡大に貢献した。

## 経歴

### メリーチョコ入社前
1935年12月12日、東京都で5人兄弟の次男として生まれる。父・堅太郎の事業が不振で家は貧しく、小学校時代は弁当を持参できなかったほか、借金取りが家で騒ぎ、父が一家心中を図ろうとしたこともあった。1952年には父がメリーチョコレートカムパニー（以下、メリーチョコレート）を創業している。1958年の青山学院大学文学部の卒業にあたり高校教員を志望して県立高校から内定を得ていたが、家業を支えて欲しいという母親の説得によりメリーチョコレートに入社することになった。
卒業に先立つ同年2月にはメリーチョコレートでアルバイトをしていたが、パリ在住の先輩から「バレンタインデーにはチョコレートと花、カードを交換する」という現地の風習を聞き、販売への応用を考えた。具体的には、伊勢丹新宿店の店頭で社員2名とともにバレンタインフェアという看板を2月12日から2月14日まで掲げたが、板チョコ3枚とメッセージカード1枚が売れたのみで企画は失敗した。

### 入社から社長就任まで
入社時のメリーチョコレートは社員26名の中小企業で、初任給は6,600円と県立高校の10,300円よりかなり低額だった。入社後は一貫して営業を担当し、1959年2月には再びバレンタインデーのフェアを企画している。前回の反省から調査によって愛のイベントであることなどを知り、ハート型のプラスチックケースに流し込んで表面に"to"と"from"の文字を入れたチョコレートをフェア用に作製した。伊勢丹の売場では東京芸術大学の学生を雇い、購入者と相手の名前を鉄筆で彫った。1年目は3日間しか休みを取らず、朝7時半から夜11時まで働いたという。
入社後の数年間は昇給もなく子供の粉ミルク代にも事欠いたが、1965年には1年間通い続けて三越との契約に成功し、1966年からは松坂屋銀座店でもバレンタインフェアを開始するなど、会社の業績拡大に努めた。1969年には営業部長としてロサンゼルスのショッピングセンターへの出店を手掛け、ブラウン＆ヘーリーの商品と自社製品を販売した。この店舗の経営が軌道に乗った後、父の知人の紹介でニューヨークのメイシーズで2週間の就業体験をした。ここで見たオフィスコンピュータに影響を受け、帰国後に取締役となると1971年にMELCOMを導入して在庫管理に利用した。
1972年からは当時手書きだった納品伝票をロール紙で発行するように改めた。また、日本百貨店協会会長の安藤楢六に百貨店ごとのコード番号導入と伝票形式の統一を提案し、これを契機として1976年頃に同業界の納品伝票はロール式に統一されている。さらに情報化を進め、1975年にはPOSの原型となる販売日報の報告を始め、1982年には本社のメインフレームを各売場の端末とつないで発注や売上報告をオンライン化して在庫・出庫の管理を効率化し、1983年の本社ビル建設の際には光ファイバーの導入も決めている。一方で、1985年に専務の兄・晃が胃癌で、相次いで、翌1986年には社長である父・堅太郎が気道を詰まらせて亡くなり、急遽社長に就任した。

### 社長就任以降
一貫して営業部門のみを担当していたため、生産や経理など他部門を把握しておらず、父と兄の死のショックもあって昇格後数年は社長の任を果たせるか悩んだ。やがて、上杉鷹山についての講演に啓示を受けたことなどをきっかけに事業拡張を進め、1989年には初の直営店となるポエム・ド・メリーを目黒区に開設した。1988年にはベルギーのチョコレートメーカー・グッドランと提携して高級チョコの生産を委託したが、同社の日本進出に伴い1991年に提携を解消している。
1994年に、船橋市に情報流通センターを設立して7人の社員で年間200億円分の製品出荷を管理するなど、IT活用による効率化を積極的に進めた。一方で、収益向上の原動力は社員の地道な成長だとして家族的な経営を重視し、定年による自然減以外で社員を減らしていない。2000年には東京商工会議所のIT推進委員会委員長に就任し、中小・零細企業の情報化推進に協力した。2008年9月1日に、社長から代表取締役会長に退いている。

## 著書
- 『家族的経営の教え』　アートデイズ（2006年）